# عبدالناصر وضاح
عبدالناصر وضاح (عربی: عبدالناصر وضاح؛ زادهٔ ۱۳ سپتامبر ۱۹۷۵) بازیکن فوتبال اهل الجزایر بود.
از باشگاه‌هایی که در آن بازی کرده‌است می‌توان به باشگاه فوتبال مون‌پلیه، باشگاه فوتبال سدان، باشگاه فوتبال نانسی، باشگاه فوتبال متس و باشگاه فوتبال آژاکسیو اشاره کرد.
وی همچنین در تیم ملی فوتبال الجزایر بازی کرده‌است.